# Freden i Pressburg
Freden i Pressburg slöts 26 december 1805 i Pressburg (nuvarande Bratislava) mellan Österrike på ena sidan och Frankrike och dess allierade på andra sidan. Freden var en följd av den franska segern i slaget vid Austerlitz och föregicks av ett vapenstillestånd den 4 december 1805. Traktaten undertecknades för Österrike av furst Lichtenstein samt greve Ignatz von Gyulai och för Frankrike av ministern Charles Maurice de Talleyrand.
Freden i Pressburg innebar att Österrike måste avträda Venetien, Istrien och Dalmatien till den franska lydstaten kungariket Italien, grevskapet Tyrolen till kurfurstendömet Bayern och delar av Främre Österrike till Württemberg och Baden samt dessutom betala 40 miljoner francs i krigsskadeersättning; i stället erhöll Österrike Salzburg. Totalt förlorade Österrike 1 100 kvadratmil land med 3,5 miljoner invånare.
Freden avslutade tredje koalitionen i Napoleonkrigen, men mot Frankrike stod fortfarande Storbritannien, Ryssland och Sverige. Freden innebar dock att Napoleon kunde befästa sin kontroll över Italien och Tyskland.